# Helena Brodin
Pour les articles homonymes, voir Brodin.
Helena Brodin, née le 11 juin 1936 à Stockholm (Suède), est une actrice suédoise.
Elle est apparue dans plus de 40 films et émissions de télévision entre 1960 et 2000.

## Biographie
Brodin est la fille du pianiste Knut Brodin (sv). Elle s'est mariée en 1964 avec l'auteur Gösta Friberg (sv) et est la mère de l'actrice Johanna Friberg (sv).

## Filmographie partielle

### Au cinéma
- Hugo et Josephine (1967)
- Je suis Maria (1979)
- Der Mann, der sich dans Luft auflöste (1980)
- Peter le chat (1981)
- Le Sacrifice (1986) : voix
- Glädjekällan (sv) (littéralement : Printemps de joie, 1993)

### À la télévision
- 1963 : Le Songe (Ett drömspel), téléfilm d'Ingmar Bergman
- 1992 : La Marquise de Sade, téléfilm d'Ingmar Bergman
- 1997-2000 : Skärgårdsdoktorn : Syster Berit (série télévisée, 18 épisodes)

## Récompenses et distinctions
- 1997 : Médaille Litteris et Artibus